# Heinrich August Rothe
Heinrich August Rothe (* 3. September 1773 in Dresden; † 1842 in Erlangen) war ein deutscher Mathematiker, der sich mit Kombinatorik beschäftigte. Er war ein Schüler von Carl Friedrich Hindenburg und lehrte als Professor an den Universitäten in Leipzig und Erlangen. Nach ihm sind die Rothe-Hagen-Identität und das Rothe-Diagramm benannt.

## Leben
Rothe wurde am 3. September 1773 in Dresden geboren und besuchte ab 1785 die Kreuzschule. Er immatrikulierte sich 1789 an der Universität Leipzig im Fach Rechtswissenschaften, wechselte jedoch bald zur Mathematik. 1792 erwarb er die Magisterwürde unter der Leitung von Carl Friedrich Hindenburg und wurde 1793 promoviert. Im selben Jahr wurde er dort zum Dozenten und 1796 zum außerordentlichen Professor ernannt. 1800 wurde er zum korrespondierenden Mitglied der Göttinger Akademie der Wissenschaften gewählt. 1804 ging er als ordentlicher Professor an die Universität Erlangen, wo er den Lehrstuhl von Karl Christian von Langsdorf übernahm. Im Jahr 1818 wurde er in die Deutsche Akademie der Naturforscher Leopoldina aufgenommen. Er ging 1823 im Alter von 50 Jahren in den Ruhestand und starb im Jahr 1842. Sein Lehrstuhl wurde von Johann Wilhelm Pfaff, dem jüngeren Bruder von Johann Friedrich Pfaff übernommen.

## Forschung
In seiner Dissertation aus dem Jahr 1793 entwickelte er die Rothe-Hagen-Identität, eine Summenformel für Binomialkoeffizienten, die nach ihm und Johann Georg Hagen benannt wurde. Die Arbeit enthält auch eine Formel zur Berechnung der Taylor-Reihe der Inversen einer Funktion aus der Taylor-Reihe der Funktion selbst, die mit dem Lagrangeschen Inversionssatz verwandt ist.
|                   | {\displaystyle 1}        | {\displaystyle 2}        | {\displaystyle 3}        | {\displaystyle 4}        | {\displaystyle 5}        |
| {\displaystyle 1} | {\displaystyle \times }  | {\displaystyle \bullet } |                          |                          |                          |
| {\displaystyle 2} | {\displaystyle \times }  |                          | {\displaystyle \times }  | {\displaystyle \bullet } |                          |
| {\displaystyle 3} | {\displaystyle \bullet } |                          |                          |                          |                          |
| {\displaystyle 4} |                          |                          | {\displaystyle \bullet } |                          |                          |
| {\displaystyle 5} |                          |                          |                          |                          | {\displaystyle \bullet } |

In seiner Arbeit zu Permutationen aus dem Jahr 1800 definierte Rothe erstmals die Inverse einer Permutation. Er entwickelte auch eine Technik zur Visualisierung von Permutationen, die heute als Rothe-Diagramm bekannt ist. Ein Rothe-Diagramm ist ein quadratisches Schema, das einen Punkt in einer Zelle {\displaystyle (i,j)} aufweist, wenn die Permutation das Element {\displaystyle i} auf das Element {\displaystyle j} abbildet und ein Kreuz in jeder Zelle {\displaystyle (i,j)}, für die ein Punkt später in gleichen Zeile sowie ein weiterer Punkt später in der gleichen Spalte steht. Die Kreuze markieren dann die Fehlstände der Permutation. Nachdem das Rothe-Diagramm der inversen Permutation das transponierte Diagramm der Ausgangsposition ist, konnte er so zeigen, dass sich die Zahl der Fehlstände durch die Inversion nicht ändert. Damit konnte er weiter zeigen, dass die Determinante einer transponierten Matrix gleich der der Ausgangsmatrix ist. Wird nämlich die Determinante in ein Polynom entwickelt, entspricht jeder Term einer Permutation, wobei das Vorzeichen des Terms dem Vorzeichen der Permutation entspricht, welches wiederum über die Fehlstandszahl bestimmt werden kann. Nachdem jeder Term der Determinante der transponierten Matrix einem Term der Ausgangsmatrix mit der entsprechend inversen Permutation entspricht und sich die Fehlstandszahl dabei nicht verändert, müssen die beiden Determinanten gleich sein.
Weiter betrachtete Rothe in dieser Arbeit erstmals selbstinverse Permutationen, also Permutationen, die gleich ihrer Inversen sind oder äquivalent dazu ein symmetrisches Rothe-Diagramm besitzen. Für die Anzahl dieser Permutationen fand er die Rekurrenz
{\displaystyle T(n)=T(n-1)+(n-1)T(n-2)},
deren Lösung die Folge
{\displaystyle 1,2,4,10,26,76,232,764,2620,9496,\ldots }    (Folge A000085 in OEIS)
ist. Diese Folge zählt auch die Anzahl der möglichen Young-Tableaus und die Anzahl der Matchings in einem vollständigen Graph. Rothe formulierte 1811 weiterhin die q-Binomialformel, eine Verallgemeinerung des Binomischen Lehrsatzes.

## Ausgewählte Veröffentlichungen
- Formulae De Serierum Reversione Demonstratio Universalis Signis Localibus Combinatorio-Analyticorum Vicariis Exhibita: Dissertatio Academica, Leipzig 1793.
- Ueber Permutationen, in Beziehung auf die Stellen ihrer Elemente. Anwendung der daraus abgeleiteten Satze auf das Eliminationsproblem. In Carl Hindenburg (Hrsg.): Sammlung Combinatorisch-Analytischer Abhandlungen. Bey G. Fleischer dem jüngern, 1800, S. 263–305.
- Handbuch der reinen Mathematik / Systematisches Lehrbuch der Arithmetik. zwei Bände, Barth, Leipzig 1804 und 1811.
- Theorie der combinatorischen Integrale. Riegel und Wießner, Nürnberg 1820.